# Piotr Popławski
Piotr Popławski (ur. 12 lipca 1941, zm. w czerwcu 1985) – polski duchowny prawosławny, ksiądz protojerej. 

## Życie i działalność

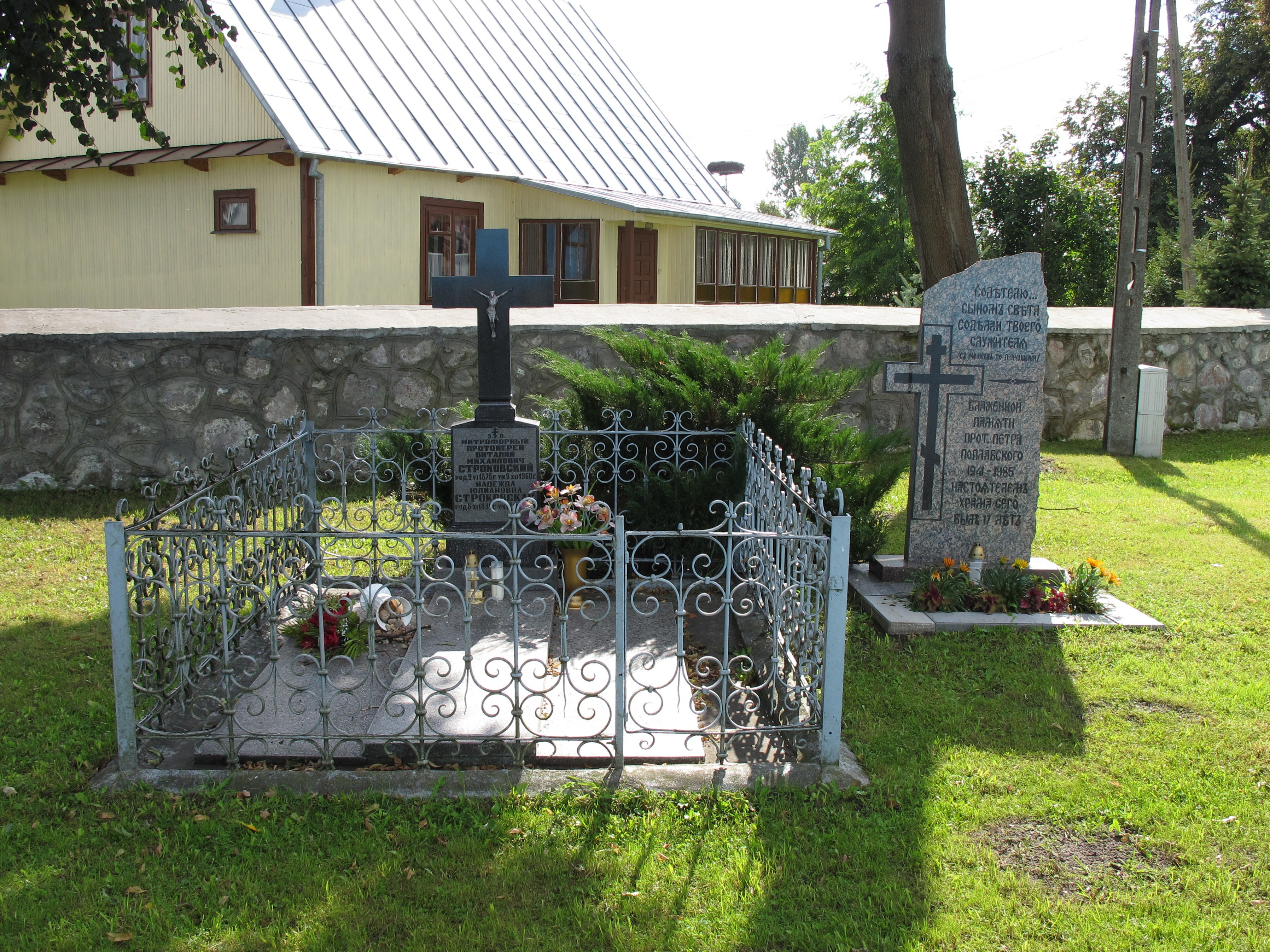
Sąsiadujący z cerkwią Podwyższenia Krzyża Pańskiego w Narwi; nagrobek ks. Witalija Strokowskiego, wieloletniego proboszcza miejscowej parafii, i kamień pamięci protojereja Piotra Popławskiego

Przyszedł na świat 12 lipca 1941 jako syn Adama Popławskiego. W latach 1956–1960 był studentem Prawosławnego Seminarium Duchownego w Warszawie. Od 1968 był proboszczem parafii Podwyższenia Krzyża Pańskiego w Narwi. Jednocześnie według zachowanych w zasobach IPN dokumentów w latach 1970–1985 pozostawał w zainteresowaniu Służby Bezpieczeństwa jako osoba typowana do pozyskania na tajnego współpracownika. Uczył religii między innymi późniejszego arcybiskupa Abla (Popławskiego), którego gorąco namawiał do zostania duchownym. W ostatnim okresie życia ks. Popławski ostrzegał „Solidarność” w swej cerkwi przed infiltracją ze strony Służby Bezpieczeństwa. 
Duchowny ostatni raz widziany był żywy 15 czerwca 1985. Sekcja zwłok wykazała, że zgon mógł nastąpić natomiast nawet 18 czerwca. Zwłoki duchownego odnaleziono 20 czerwca w lesie koło Zabłudowa. Według oficjalnej wersji duchowny popełnił samobójstwo przez powieszenie. Z wersją o samobójstwie już po odnalezieniu zwłok nie zgodziła się między innymi wdowa po duchownym Irena Popławska jak i część wiernych.
Sekcja zwłok wykazała na ciele ks. Popławskiego między innymi ślady bicia. W uroczystościach pogrzebowych ks. Piotra Popławskiego, które odbyły się 24 czerwca 1985, wziął udział między innymi bp białostocki Sawa (Hrycuniak).
Sprawą niewyjaśnionej śmierci ks. Popławskiego zajmowała się między innymi Sejmowa Komisja Nadzwyczajna do Zbadania Działalności MSW tzw. Komisja Rokity działająca w latach 1989–1991, a także Instytut Pamięci Narodowej w Warszawie.
W 2009 ukazała się książka Arkadiusza Panasiuka pt. „Wśród nocnej ciszy...” poświęcona postaci ks. Piotra Popławskiego oraz tajemniczym okolicznościom jego śmierci.